# ジークフリート・イェルザレム
ジークフリート・イェルザレム（Siegfried Jerusalem, 1940年4月17日 - ）は、ドイツ出身のテノール（ヘルデンテノール）歌手。ドイツオペラ、主にワーグナーを中心に歌う。
元はシュトゥットガルト放送交響楽団のファゴット奏者だったという、歌手としては変わり種である（先例としてウィーン交響楽団のファゴット奏者からテノール歌手に転じたウェルナー・クレンの場合は、ずっと若い時期の転進である。ただし声楽は器楽と異なり成年後の鍛錬が可能な性質を持つため、中年以降にデビューしてスターとなった同例としては経理士出身のソプラノ歌手ヒルデガルト・ベーレンスなどもいる）。プロとしてオーケストラで演奏するかたわら、音楽大学で声楽を学んだ。
1975年、ユニテル映画「ジプシー男爵」の撮影直前に主役（バリンカイ役）のフランコ・ボニゾッリが失踪したため、バックを務めていたシュトゥットガルト放響から急遽代役を志願、指揮者クルト・アイヒホルンの眼鏡にもかない、この高音も多い難役を務めおおせる。同年にはシュトゥットガルト歌劇場にて劇場デビューする。この歌手への転身は、イェルザレム在籍当時に同オーケストラの指揮者であったセルジュ・チェリビダッケの示唆があったという。
1976年には「ニーベルングの指環」のフローを歌い、バイロイト音楽祭への初出演を果たす。
同音楽祭ではその後「パルジファル」のタイトルロール、「ニュルンベルクのマイスタージンガー」のヴァルター等を歌い評価される。1988年、クプファー演出の「指環」の「ジークフリート」のジークフリートを、翌1989年からは「神々の黄昏」の同役をも歌う。次いで1993年にはハイナー・ミューラー演出の「トリスタンとイゾルデ」でトリスタンにも挑戦する。
イェルザレムは、元器楽奏者らしい堅実で折り目正しい歌唱スタイルに加え、テノール歌手には珍しく舞台栄えする長身で引き締まった体格と、神話や伝説の英雄として見苦しくない風貌にも恵まれていた。そして、ワーグナーの難役を最後まで歌いこなせるスタミナをもつ稀少なヘルデンテノールゆえに、欧米のオペラハウスからはまさに引く手あまたであった。オペレッタでデビューを飾っただけあり、ロマンティックな雰囲気や洒脱さには事欠かず、「メリー・ウィドウ」は独EMIのセッションでカミーユ役を、ベルリン国立歌劇場ではダニロ役を歌っている。
特に1980年代中盤以降は、ルネ・コロやペーター・ホフマンとともに、あたかもドイツオペラにおける三大テノールといわんばかりの活躍ぶりであった。ホフマンがパーキンソン病に倒れ、コロが負担の大きいワーグナー・オペラから徐々に身を引いていった後も、ワーグナー上演を支え続けた。